# Курасовское сельское поселение
Кура́совское се́льское поселе́ние — муниципальное образование в Ивнянском районе Белгородской области.
Административный центр — село Курасовка.

## История
Курасовское сельское поселение образовано 20 декабря 2004 года в соответствии с Законом Белгородской области № 159.

## Население
| 2010  | 2011  | 2012  | 2013  | 2014  | 2015  | 2016  | 2017  | 2018  |
| ----- | ----- | ----- | ----- | ----- | ----- | ----- | ----- | ----- |
| 1491  | ↘1487 | ↘1472 | ↘1457 | ↗1480 | →1480 | ↘1465 | ↗1466 | ↗1472 |
| 2019  | 2020  | 2021  |       |       |       |       |       |       |
| ↘1458 | ↘1442 | ↗1495 |       |       |       |       |       |       |

## Состав сельского поселения
| № | Населённый пункт | Тип населённого пункта       | Население |
| - | ---------------- | ---------------------------- | --------- |
| 1 | Алисовка         | село                         | ↘31       |
| 2 | Калиновка        | хутор                        | ↘4        |
| 3 | Курасовка        | село, административный центр | ↘1456     |